# المالحة (البدع)
المالحة  هو موقع أثري يعود تاريخه لفترة الأنباط. يقع شمال البدع الواقع إلى الشمال الغربي من المملكة العربية السعودية، وبالقرب من مغاير شعيب.

## الوصف
يقع الموقع شرق موقع مغاير شعيب٬ ويتكون من تلال أثرية كبيرة تنتشر عليها بقايا أساسات وجدران وبقايا مبنى نبطي شيد من الحجارة الجيرية المنحوتة بدقة وعناية كما تنتشر على هذه التلال كسر الفخار النبطي. يمثل هذا الموقع المنطقة السكنية التي كانت معاصرة لفترة الأضرحة المجاورة المعروفة بمغاير شعيب٬ وربما توجد أدلة استيطان تحت الطبقات النبطية في الموقع.